# Bengt Henoch
Bengt Torkel Henoch, född 25 december 1932, död den 4 maj 2015, var en svensk professor i tillämpad elektronik vid KTH. 

## Biografi
Henoch arbetade mellan 1956 och 1964 som forskare vid Försvarets Forskningsanstalt med utveckling av mikrovågsteknik, och disputerade 1964 vid KTH på en avhandling om mikrovågsförstärkare. 1964–1980 arbetade han som forskningsledare vid Institutet för mikrovågsforskning (ACREO) och utvecklade kommunikationssystem med mikrovågsteknik och beviljades flera patent. 1980–1990 arbetade han som affärsområdeschef på Philips och ledde utveckling och kommersialisering av PREMID-systemet, ett tidigt Rfid-system som möjliggjorde beröringsfri avläsning av information från så kallade eskort-minnen på kortare avstånd. Systemet fann tillämpningar i bland annat debiteringssystem för vägtullar och automationslösningar i bilindustrin. PREMID-systemet och Bengt Henoch uppmärksammades 1982 med ett hedersomnämnande i Dagens Industris årliga tävling "Stora Industripriset", samt fick 1983 Veckans Affärer:s pris Guldkuggen 
1990–1997 var han professor på institutionen för tillämpad elektronik på KTH, där han innehade expertroller i flera europeiska forskningsprojekt om industriautomation. Han var bland annat ledare för programmet ESTPID  som stöttade utveckling av estländsk elektronikindustri genom samarbeten mellan akademi och industri, och fick se den roll estländska migranter i Sverige kunde spela för att utveckla slumrande kompetens i Estland efter frigörelsen från Sovjetunionen.
1998 tillträdde han en professur vid Jönköpings Tekniska Högskola  och ansvarade för tvärvetenskaplig forskning med inriktning mot utvecklingsprocesser i små och medelstora företag (Development processes in SME:s - Technology, Organisation and Learning). Han intresserade sig särskilt för TDE - Transnational Diaspora Entrepreneurship - som handlar om hur migranters kompetens bättre kan tillvaratas för att befrämja utveckling, innovation och global handel.
Henoch var initiativtagare till flera nätverk och konferenser inom området transfereringar, mikrofinansiering och investeringar (remittances, microfinance and investments), till exempel EU-Horizon2020-projektet Diasporalink som var ett utbytesprogram under perioden 2015–2019 mellan 24 universitet och forskningsinstitut i EU, Amerika, Afrika och Australien med syfte att undersöka, utvärdera och underlätta TDE - Transnational Diaspora Entrepreneurship - som en drivkraft för utveckling och värdeskapande i migranters ursprungs- och uppehållsland.